# Station Jelling
Station Jelling is een station in Jelling in de Deense gemeente Vejle. Het station ligt aan de lijn Holstebro - Vejle. 
Het oorspronkelijke stationsgebouw uit 1894 werd ontworpen door de architect Thomas Arboe. Het is niet meer aanwezig. In 1980 kwam er een wachtruimte in het toen geopende postkantoor.